# أرييل ماغنوس
أرييل ماغنوس (بالإسبانية: Ariel Magnus)‏ هو مترجم وكاتب أرجنتيني، ولد في 16 أكتوبر 1975 في بوينس آيرس في الأرجنتين.

## وصلات خارجية
- أرييل ماغنوس على موقع مونزينجر (الألمانية)
- أرييل ماغنوس على موقع ديسكوغز (الإنجليزية)